# Europese Challenge Tour 2010
De Europese Challenge Tour had in 2010 25 toernooien op de agenda. De Challenge Tour (CT)  begon in 2010 voor het eerst in Colombia.
Achter de naam van de speler staat het totaal aantal overwinningen van die speler op de Challenge Tour, inclusief die overwinning.
Opvallend was dat in 2010 vier toernooien door een Oostenrijker werden gewonnen, twee door Bernd Wiesberger en twee Martin Wiegele.

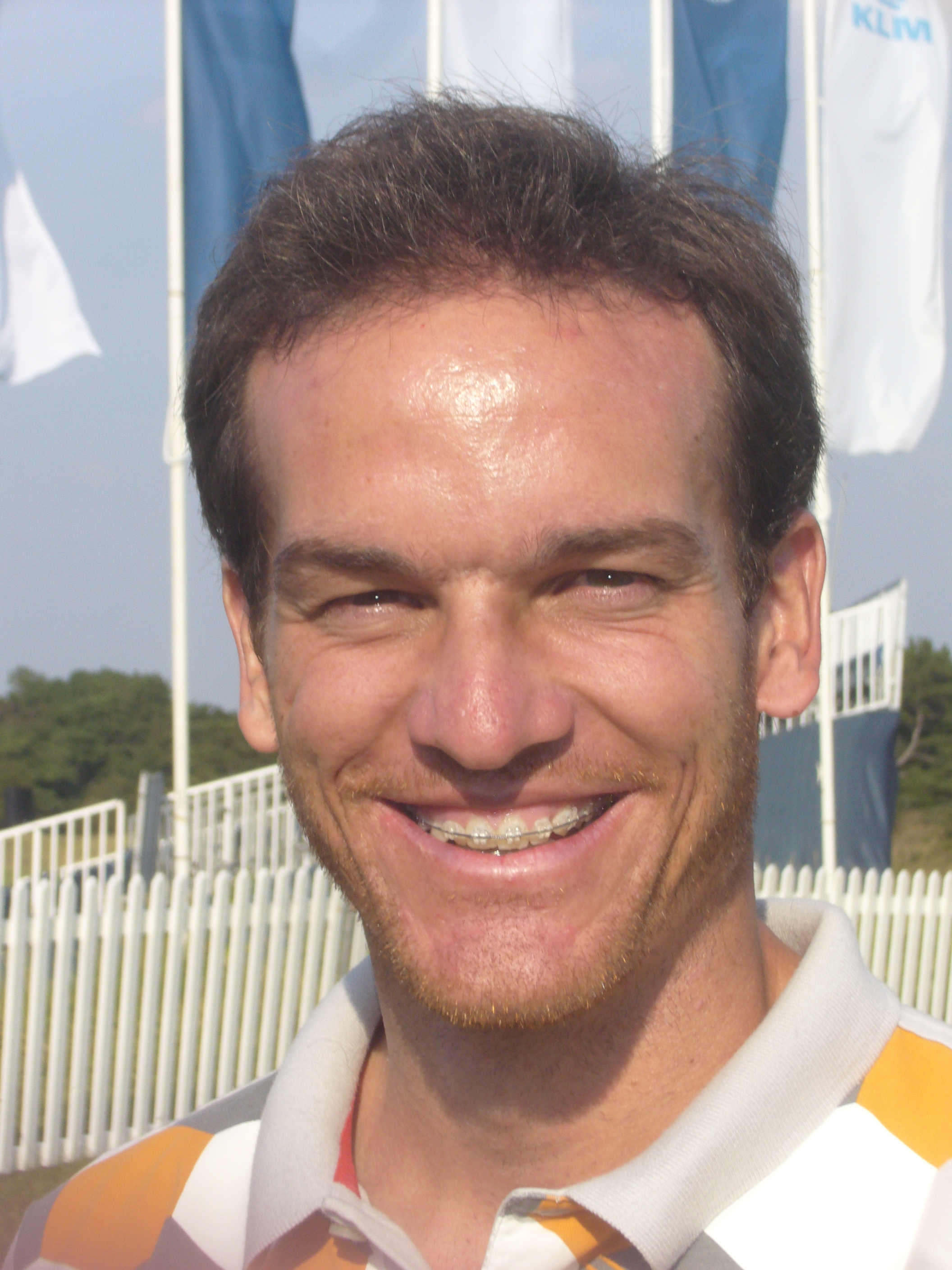
Alvaro Velasco, winnaar CTR

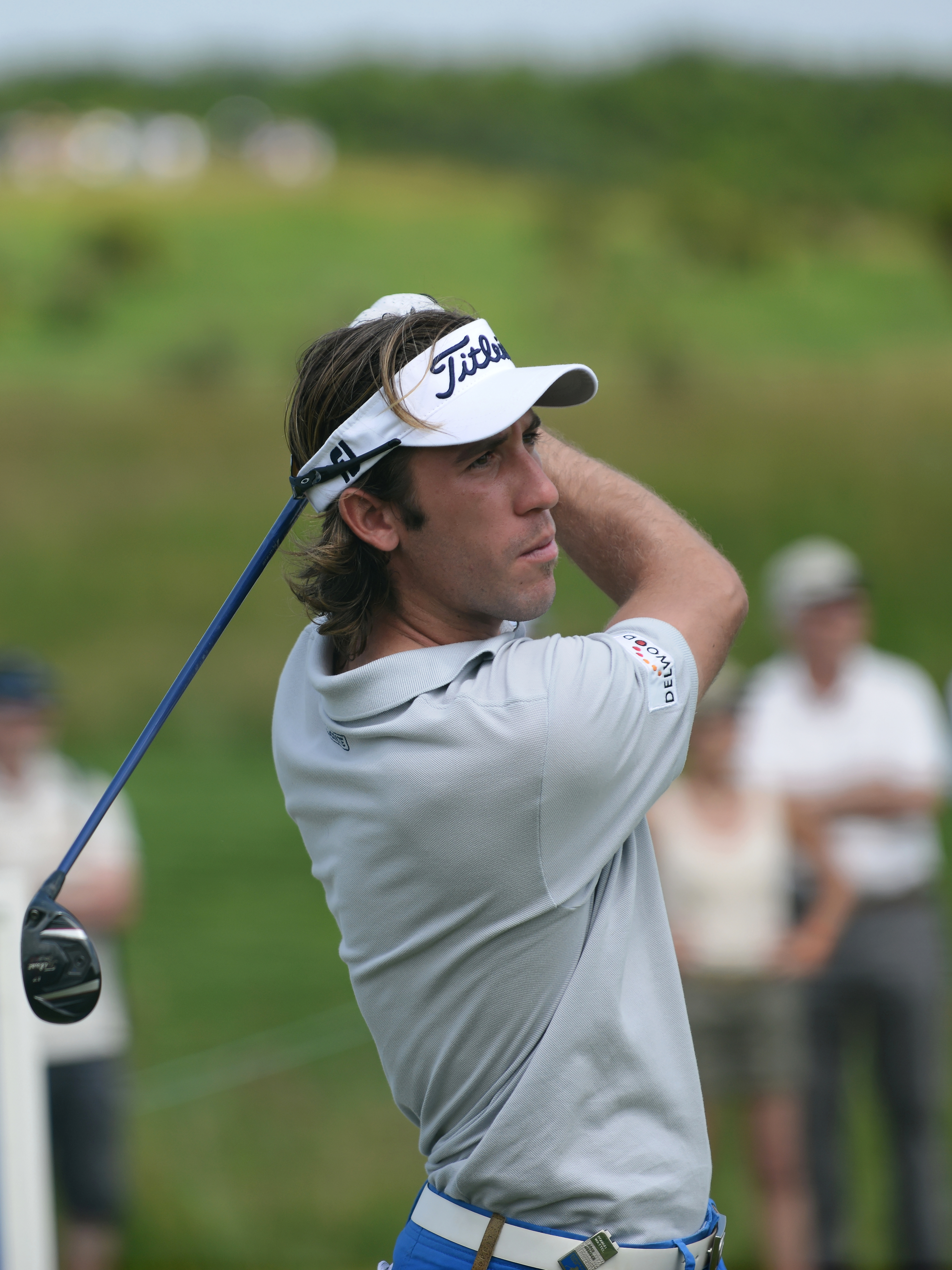
Romain Wattell, amateur-winnaar

| Start | Toernooi                                        | Land        | Winnaar                               | OWGR punten | Info                                                      |
| ----- | ----------------------------------------------- | ----------- | ------------------------------------- | ----------- | --------------------------------------------------------- |
| 18-02 | Abierto Internacional de Golf II Copa Antioquia | Colombia    | David Vanegas (1)                     | 12          | telt mee voor de Tour de las Americas en de Canadian Tour |
| 25-03 | Kenya Open                                      | Kenia       | Robert Dinwiddie (3)                  | 12          |                                                           |
| 29-05 | Turkish Airlines Challenge                      | Turkije     | Charlie Ford (1)                      | 12          |                                                           |
| 06-05 | Allianz Open Côtes d'Armor Bretagne             | Frankrijk   | Sam Walker (2)                        | 12          |                                                           |
| 20-05 | Mugello Tuscany Open                            | Italië      | Floris de Vries (1)                   | 12          |                                                           |
| 27-05 | Telenet Trophy                                  | België      | } Lee Slattery (2)                    | 12          |                                                           |
| 03-06 | Kärnten Golf Open                               | Oostenrijk  | Martin Wiegele (2)                    | 12          |                                                           |
| 10-06 | Scottish Hydro Challenge                        | Schotland   | George Murray (1)                     | 12          |                                                           |
| 17-06 | Morrocan Golf Classic                           | Marokko     | Chris Baker (1)                       | 12          | uitgesteld wegens vulkaanuitbarsting                      |
| 17-06 | Saint-Omer Open                                 | Frankrijk   | Martin Wiegele (3)                    | 18          | telt ook mee voor de Europese Tour                        |
| 24-06 | Fred Olsen Challenge de España                  | Spanje      | Alvaro Velasco (1)                    | 12          |                                                           |
| 01-07 | The Princess                                    | Zweden      | Thorbjørn Olesen (1)                  | 12          |                                                           |
| 08-07 | Allianz Golf Open de Lyon                       | Frankrijk   | Bernd Wiesberger (1)                  | 12          |                                                           |
| 15-07 | Credit Suisse Challenge                         | Zwitserland | Alessandro Tadini (3)                 | 12          |                                                           |
| 22-07 | English Challenge                               | Engeland    | Daniel Gaunt (1)                      | 12          |                                                           |
| 29-07 | Green Challenge                                 | Finland     | =                                     | =           | Toernooi geannuleerd nadat sponsor zich terugtrok         |
| 11-08 | Rolex Trophy                                    | Zwitserland | Mark Tullo (1)                        | 12          | Limited field Pro-Am                                      |
| 19-08 | ECCO Tour Championship                          | Duitsland   | Andreas Hartø (am) Oscar Florén (pro) | 12          |                                                           |
| 25-08 | SWALEC Wales Challenge                          | Wales       | Oscar Florén (1)                      | 12          |                                                           |
| 02-09 | Allianz EurOpen Strasbourg                      | Frankrijk   | Romain Wattel (am) Ryan Blaum (pro)   | 12          | Wattel werd na de Eisenhower Trophy professional          |
| 09-09 | Kazakhstan Open                                 | Kazachstan  | Alvaro Velasco (2)                    | 12          |                                                           |
| 16-09 | M2M Russian Challenge Cup                       | Rusland     | Carlos Del Moral (2)                  | 12          | New tournament                                            |
| 07-10 | Allianz Golf Open du Grand Toulouse             | Frankrijk   | Bernd Wiesberger (2)                  | 12          |                                                           |
| 13-10 | Roma Golf Open                                  | Italië      | Andreas Hartø (2)                     | 12          |                                                           |
| 20-10 | Egyptian Open                                   | Egypte      | Mark Tullo (2)                        | 14          |                                                           |
| 27-10 | Apulia San Domenico Grand Final                 | Italië      | Matt Haines (1)                       | 16          |                                                           |

1990 ·
1991 ·
1992 ·
1993 ·
1994 ·
1995 ·
1996 ·
1997 ·
1998 ·
1999 ·
2000 ·
2001 ·
2002 ·
2003 ·
2004 ·
2005 ·
2006 ·
2007 ·
2008 ·
2009 ·
2010 ·
2011 ·
2012 ·
2013 ·
2014